# Tetravigesimala talsystemet
Tetravigesimala talsystemet, quadrivigesimala talsystemet eller basen 24 är ett talsystem med talbasen 24. 

## Användning
Det finns 24 timmar på ett dygn, så soltid innehåller en bas-24-komponent. Se även bas 12.[källa behövs]